# Центральный пляж (Таганрог)
Центральный пляж — самый старый пляж Таганрога, открытие которого состоялось в 1934 году. Расположен в центральной части города в Ростовской области России.

## История
В конце 1920-х годов и до начала 1930-х годов проходило строительство городского центрального пляжа. Его торжественное официальное открытие состоялось 25 мая 1934 года. Пляж находился в ведении Тагжилсоюза, вход на его территорию был платным. После окончания войны в 1940-х активно велись работы по благоустройству городского пляжа. В 1962 году был выполнен целый спектр действий. Под обрывом была возведена опорная стена, длина которой составила 360 метров, а высота — 2,5 метра. Были устроены террасы шириной 10 метров для сооружения солярия и размещения медпункта, буфета и камер хранения. Увеличилось количество установленных тентов, скамеек, грибков. Была выполнена посадка деревьев и кустарников. В 1980-х годах перед спуском к пляжу была оборудована автостоянка. Стал работать торговый павильон и автоматы газированной воды. На пляже стал функционировать детский городок, пункт проката и спортивная площадка.
В 2014 год пляж значительно пострадал от урагана. В июле 2015 года и. о. губернатора Ростовской области Василий Голубев приказал привести его в порядок. Пляж «Центральный» в 2015 году было решено признать аварийно-опасной зоной, разместить ограждения и соответствующие информационные таблички по всей территории. Центральный пляж по состоянию на 2016 год находится в ведении МБУ «Благоустройство», бюджетных денег на его благоустройство в этот период предусмотрено не было.